# Francesco Alborea
Francesco Alborea també conegut com a Franciscello o Francischello (Nàpols, 31 de març de 1691 - Viena, 20 de juliol de 1739) fou un violoncel·lista i compositor italià. Vers el 1725 actuava a Nàpols, i deu o dotze anys abans havia fet la seva primera aparició a Roma, on produí un insòlit entusiasme. El gran Scarlatti li agradava d'acompanyar-lo en el clave, i Benda, després d'escoltar-lo a Viena, en ocasió d'uns concerts celebrats el 1730, restà impressionat, fins a l'extrem d'assegurar que no li seria ja possible resistir la decisiva influència exercida sobre ell per Franciscello.